# Tsuyoshi Nishioka
Tsuyoshi Nishioka (西岡 剛, Nishioka Tsuyoshi), né le 27 juillet 1984 à Daitō au Japon, est un ancien joueur japonais de baseball. Il joue huit saisons avec les Chiba Lotte Marines dans le Championnat du Japon de baseball où il glane cinq sélections au Match des étoiles. Avec l'équipe du Japon de baseball, il remporte la première édition de la Classique mondiale de baseball en 2006. En 2011 et 2012, il évolue pour les Twins du Minnesota de la Ligue majeure de baseball.

## Biographie

### Chiba Lotte Marines (2003-2010)
Sous les couleurs de Lotte, Nishioka remporte deux fois le championnat du Japon (2005 et 2010), cinq sélections au Match des étoiles (2005-2008 et 2010) et trois gants dorés (2005, 2007 et 2010). De plus, il mène la Ligue japonaise en matière de buts volés en 2005 et 2006.

### Twins du Minnesota (depuis 2011)
Les Chiba Lotte Marines acceptent l'offre de transfert de cinq millions de dollars des Twins du Minnesota. Le 17 décembre 2010, Nishioka signe un contrat pour trois saisons plus une en option pour neuf millions de dollars.
Il débute dans les majeures le 1er avril au Centre Rogers de Toronto et réussit dans cette première partie son premier coup sûr en Amérique du Nord, face au lanceur des Blue Jays de Toronto Ricky Romero.
Lors du match du 7 avril au Yankee Stadium, Nishioka quitte le terrain septième manche sur blessure, le péroné gauche fracturé. Il revient au jeu plus de deux mois plus tard, le 16 juin. Il ne joue que six matchs au deuxième but durant la saison 2011 : les Twins l'utilisent plutôt à l'arrêt-court. En offensive, il frappe pour une faible moyenne au bâton de ,226 avec 19 points produits en 68 matchs joués.
Les Twins annoncent que Nishioka commencera la saison 2012 dans les ligues mineures avec le club-école Triple-A de Rochester. Il ne joue que 3 matchs pour les Twins en 2012. Le 28 septembre 2012, Nishioka demande d'être libéré de son contrat. Il quitte l'équipe et renonce au salaire qui lui est dû.

### Équipe nationale
Nishioka prend part à deux compétitions importantes avec la sélection japonaise : la Classique mondiale de baseball 2006 et les Jeux olympiques 2008. Le Japon remporte la Classique et termine au pied du podium (quatrième place) à Pékin.

## Statistiques
| Saison | Équipe | G   | AB   | R   | H   | 2B  | 3B | HR | RBI | SB  | BA    |
| ------ | ------ | --- | ---- | --- | --- | --- | -- | -- | --- | --- | ----- |
| 2003   | Lotte  | 7   | 9    | 3   | 3   | 2   | 0  | 0  | 1   | 0   | 0,333 |
| 2004   | Lotte  | 63  | 212  | 32  | 54  | 8   | 2  | 6  | 35  | 8   | 0,255 |
| 2005   | Lotte  | 122 | 447  | 80  | 120 | 22  | 11 | 4  | 48  | 41  | 0,268 |
| 2006   | Lotte  | 115 | 426  | 58  | 120 | 20  | 7  | 4  | 27  | 33  | 0,282 |
| 2007   | Lotte  | 130 | 494  | 76  | 148 | 31  | 3  | 3  | 40  | 27  | 0,300 |
| 2008   | Lotte  | 116 | 473  | 78  | 142 | 26  | 6  | 13 | 49  | 18  | 0,300 |
| 2009   | Lotte  | 120 | 454  | 70  | 118 | 24  | 5  | 14 | 41  | 26  | 0,260 |
| 2010   | Lotte  | 144 | 596  | 121 | 206 | 32  | 8  | 11 | 59  | 22  | 0,346 |
| Totaux | Totaux | 817 | 3111 | 518 | 911 | 165 | 42 | 55 | 300 | 174 | 0,293 |

Note : G = Matches joués ; AB = Passages au bâton; R = Points ; H = Coups sûrs ; 2B = Doubles ; 3B = Triples ; 
HR = Coup de circuit ; RBI = Points produits ; SB = Buts volés ; BA = Moyenne au bâton.